# チャールズ・ラム
チャールズ・ラム（Charles Lamb、1775年2月10日 - 1834年12月27日）は、イギリスの作家・エッセイストである。特に『エリア随筆』は随筆（エッセイ）の傑作と評価されている。

## 生涯
父はインナー・テンプル法学院の幹部サミュエル・ソールト (Samuel Salt) の秘書であった。
ラムはロンドンに生まれる。1782年から1789年までクライスト・ホスピタル校に在学し、この時に詩人のサミュエル・テイラー・コールリッジと親交を結ぶ。その後、南海会社に入り、短期間で東インド会社に転じて30年以上も勤め、恩給をもらって退職した。1796年、姉メアリーが一時的な発狂の結果、ナイフで母親を刺殺した。ラムは結婚を断念し、精神疾患のため不定期に発作に見舞われる姉の面倒を見続ける。 
副業として始めた文筆業では、姉メアリーとの共著『シェイクスピア物語』（Tales from Shakespeare 1807年）、「エリア」の筆名による随筆『エリア随筆(エリアのエッセイ)』（Essays of Elia 1823年/The Last Essays of Elia 1833年）で知られる。
日本では福原麟太郎の『チャールズ・ラム伝』が読売文学賞を受賞し、戦後日本の読書界に広くラムの価値を知らしめた。

## ラムの好み、教養
同時代の批評家ヘイズリットは、ラムの作品の特徴を挙げて
1. 「時代の精神」に順応せず、逆行する。
2. 虚栄や自己主張に無縁で、控えめで繊細であること。
3. 隠れたもの、遠いもの、それ自身の内在的な、沈黙した価値に立つものを好む。
4. 新しい顔、書物、建物、慣習を厭う。

と述べた。さらにラムの書物の趣味については、トバイアス・スモレットやフィールディングに通じ、ジューニアスやエドワード・ギボンはあまり読んでいないが、ロバート・バートンの『憂鬱症の解剖』やトマス・ブラウン、トマス・フラーの『偉人伝』やジョン・バニヤンの『聖戦』といった特殊な古典を好んで読み、シェークスピアとミルトンを崇拝している、とヘイズリットは言う。ドイツやフランスの文学や経済学にはあまり関心がなく、論争的神学については書物の受け売りですませているとも評されている。
ラムは絵画や版画の良い鑑賞者であり、特にウィリアム・ホガースやレオナルド・ダ・ヴィンチに感服していた。

## 著作

### 原著
- Blank Verse, poetry, 1798
- A Tale of Rosamund Gray, and old blind Margaret, 1798
- John Woodvil, poetic drama, 1802
- Tales from Shakespeare, 1807
- The Adventures of Ulysses, 1808
- Specimens of English Dramatic poets who lived about the time of Shakespeare, 1808
- On the Tragedies of Shakespeare, 1811
- Witches and Other Night Fears, 1821
- The Pawnbroker's Daughter, 1825
- Eliana, 1867
- Essays of Elia, 1823
- The Last Essays of Elia, 1833

### 日本語訳
- エリア随筆 (戸川秋骨訳、岩波文庫 1940)、旧版
- エリア随筆選 (平田喜一、平田禿木注釈、研究社出版・小英文叢書 新版2005)
- エリア随筆抄（山内義雄訳、庄野潤三解説、みすず書房 2002、新装版2022）
- エリアのエッセイ (船木裕訳、平凡社ライブラリー 1994)
- エリア随筆 (平井正穂訳、八潮出版社 1978。グーテンベルク21・電子出版 2013)
- 完訳 エリア随筆 (全4巻)（藤巻明註釈、南條竹則訳、国書刊行会 2014-2017）
- エリア随筆抄 (藤巻明註釈、南條竹則訳、岩波文庫 2022)、抜粋版
- 沙翁物語 (野上弥生子訳、岩波文庫 1949)、旧版
- シェイクスピア物語 (田代三千稔・萩原文彦訳、南雲堂英和対訳・学生文庫 1952、新版1990)
- シェイクスピア物語 (本多顕彰訳、現代教養文庫 1967。グーテンベルク21・電子出版 2012)
- シェイクスピア物語（上・下）(厨川圭子訳、白水社 1963。偕成社文庫 1979)
- ロミオとジュリエット―シェイクスピア物語 (長野るり、園田桂子訳、明治図書出版 1988)
- シェイクスピア物語 (松本恵子訳、新潮文庫 改版1996)
- シェイクスピア物語 (矢川澄子訳、岩波少年文庫 2001)
- シェイクスピア物語 (上・下) (安藤貞雄訳、岩波文庫 2008)
- 愛と罪(ロザマンド・グレイ) (木村艸太訳、桜井書店 1948)
- オデッセウスの冒険 (船木裕訳、筑摩書房・ちくま文庫 1988)
- レスター先生の学校 (宇山直亮訳、直読直解アトム英文双書 (24)学生社 1959)
- レスター先生の生徒たち (Winifred Greenイラスト、牛原眞弓訳、未知谷 2014)
- レスター夫人の学校 (稲田大訳、英宝社 1988)